# 天野仁史
 天野 仁史（あまの ひとし、1982年1月7日 - ）は、日本のソフトウェア技術者、ブロガー。石川県出身。2018年5月よりスマートニュース株式会社に勤務。

## 概要
JavaScriptで実装されたDOM 3 XPathエンジン「JavaScript-XPath」の開発や、ブログ『IT戦記』で知られ、技術者向けイベントでの講演や、技術雑誌での執筆活動も行っている。
小飼弾は著書で天野をアルファギークの一人として取り上げ、JavaScriptは天野から教わったようなものだとも述べたとされる。

## 経歴
- 2003年 - 石川工業高等専門学校 卒業
- 2003年 - 岩通ソフトシステム株式会社に入社
- 2005年12月 - 株式会社ガイアックスに入社[2]
- 2005年12月 - ブログ「IT戦記」を開設[4]
- 2007年 - Developers Summit 2007 にて「JavaScript の現在と未来」講演[4]。ベストスピーカー賞受賞[5]。
- 2007年6月 - サイボウズ・ラボに転職[2]
- 2010年9月 - オーマ株式会社に入社[6]

## 受賞歴
- Developers Summit 2007 にてベストスピーカー賞受賞[5]

## 著書

### 共著
- 『まるごとJavaScript & Ajax! Vol.1』（インプレスジャパン、2007年2月、ISBN 978-4-8443-2364-8）

### 寄稿
- 『WEB+DB PRESS Vol.35』（技術評論社、2006年10月、ISBN 4-7741-2931-3）、特集2「“速く・美しく・効率的に”開発するための

Ajaxの定石」
- 『日経ソフトウエア 2007年1月号』（日経BP、2006年11月、ASIN B000KGGD50）、「JavaScriptから学ぶ言語の拡張性（59ページ〜）」。
- 『WEB+DB PRESS』（技術評論社）誌「わくわくJavaScript開発道」連載（2007年6月〜）。

### インタビュー記事
- 小飼弾「小飼弾のアルファギークに逢いたい♥：#6 IT戦士 天野 仁史／こんにちはこんにちは！ Hamachiya2」（前編、中編、後編）技術評論社、2007年5月。
- 田口元「田口元の「ひとりで作るネットサービス」探訪：吠えるだけじゃなくて、行動しなくちゃ──IT戦士・amachang」ITmedia、2007年12月21日。
- 西尾泰三「New Generation Chronicle：amachang―メランコリックな渋谷系Javascriptハッカー」ITmedia、2008年1月21日。
- 唐沢正和「本当は○○なIT業界：第1回「ITに触れて『楽しかった』ときの気持ちを貫き通して」」ITmedia、2009年6月1日。